# Dioscorea cyanisticta
Dioscorea cyanisticta là một loài thực vật có hoa trong họ Dioscoreaceae. Loài này được J.D.Sm. mô tả khoa học đầu tiên năm 1895.